# فردریک پیکیون
فردریک پیکیون (فرانسوی: Frédéric Piquionne‎؛ زادهٔ ۸ دسامبر ۱۹۷۸) بازیکن سابق فوتبال اهل فرانسه است.
از باشگاه‌هایی که در آن بازی کرده‌است می‌توان به باشگاه فوتبال موناکو، باشگاه فوتبال المپیک لیون، پورتلند تیمبرز، باشگاه فوتبال پورتسموث، باشگاه فوتبال سن-اتین، باشگاه فوتبال وستهام یونایتد، باشگاه فوتبال رن، باشگاه فوتبال دونکستر راورز، باشگاه فوتبال نیم المپیک، باشگاه فوتبال مومبای سیتی، و باشگاه فوتبال موناکو اشاره کرد.
وی همچنین در تیم‌های ملی فوتبال فرانسه بی، فرانسه و مارتینیک بازی کرده‌است.